# Donát Bartók
Donát Bartók (Szeged, 13 de julio de 1996) es un jugador de balonmano húngaro que juega de lateral derecho en el Kadetten Schaffhausen. Es internacional con la selección de balonmano de Hungría. Es hijo de Csaba Bartók.

## Palmarés

### Kadetten Schaffhausen
- Liga de Suiza de balonmano (3): 2022, 2023, 2024
- Copa de Suiza de balonmano (1): 2024

## Clubes
- Tatabánya KC (2013-2015)
- Váci KSE (2015-2016)
- TBV Lemgo (2016-2020)
- Bidasoa Irun (2020-2021)
- Kadetten Schaffhausen (2021- )